# Flughafen Bălți-Leadoveni

i7
i11
i13
Der Internationale Flughafen Bălți-Leadoveni (auch der Internationale Flughafen Bălți, rumänisch Aeroportul Internațional Bălți-Leadoveni, russisch Международный аэропорт Бельцы-Лядовены, IATA-Code: BZY, ICAO-Code: LUBL) ist der zweitgrößte internationale Zivilflughafen in der Republik Moldau und einer der beiden Hauptflughäfen in Bălți, der die Stadt Bălți und den Norden Moldaus für zivile Passagier- und Frachtflüge bedient. Der internationale Flughafen Bălți-Leadoveni wurde 1989 eröffnet, um den Flughafen Bălți-Stadt vor allem auf internationalen Strecken zu ersetzen und den Flugverkehr zum Flughafen Chișinău zu erleichtern.
Der zweite Flughafen in Bălți ist der erste historische Flughafen in Bălți für Linienflüge, der Flughafen Bălți-Stadt, der sich an der östlichen Grenze des Stadtgebiets von Bălți in der Nähe vom „Busbahnhof“ Viertel befindet und nach der Inbetriebnahme des internationalen Flughafens Bălți-Leadoveni in den letzten Jahren des aktiven Betriebs (Ende der 1980er Jahre) als Regionalflughafen für Luftrettungsdienste, Landwirtschaft, Luftfahrtarbeiten und den Regionalverkehr genutzt wurde.
Der internationale Flughafen Bălți kann das ganze Jahr über rund um die Uhr genutzt werden und liegt außerhalb der Stadtgrenzen von Bălți, im Dorf Corlăteni, Rajon Rîșcani, 15,1 km vom Stadtzentrum Bălți entfernt (9,7 km vom nördlichen Rand des Stadtbezirks „Dacia“, auch „BAM“ genannt), mit direktem Anschluss an die Europastraße 583 / Fernstraße M5 und die republikanische Straße R12. Die Lage der Start- und Landebahn des Internationalen Flughafens Bălți ist die günstigste im Vergleich zu den Flughäfen und Flugplätzen in der Region (d. h. im Vergleich zum Flughafen Chișinău und zum Militärflugplatz Marculești), was einen kontinuierlichen Betrieb des Internationalen Flughafens Bălți ohne lange Schließungen gewährleistet, die am Flughafen Chișinău und am Militärflugplatz Marculești mehrere Tage dauern können.

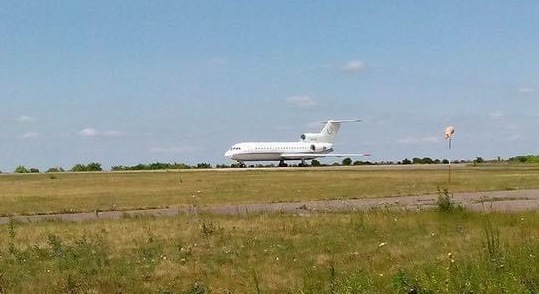
Start einer Jakowlew Jak-42 vom internationalen Flughafen Bălți

Seit seiner Eröffnung diente der Flughafen als Luftfahrt-Drehkreuz für die moldauische Niederlassung von Aeroflot, dann für Air Moldova und als Hauptbasis für Moldaeroservice. In der Geschichte der Zivilluftfahrt der Republik Moldau wurden nur vom internationalen Flughafen Chișinău und vom internationalen Flughafen Bălți regelmäßige Flüge mit Tupolew-Tu-134-Flugzeugen durchgeführt.
Der Flughafen wurde für den Passagier- und Frachtverkehr zertifiziert und eröffnet und bot ab 1989 – dem Jahr, in dem die Betonpiste des neu errichteten Flughafens Bălți Leadoveni in Betrieb genommen wurde – regelmäßige Passagierflüge an, die Bălți mit 14 Städten der ehemaligen UdSSR verbanden, wobei bis 1993 Flugzeuge des Typs Antonow An-24, Tupolew Tu-134 und Let L-410 Turbolet eingesetzt wurden. In den letzten Jahren wird der Flughafen hauptsächlich für Inlandsflüge und gelegentliche Auslandsflüge genutzt.

## Geschichte

### Entstehung

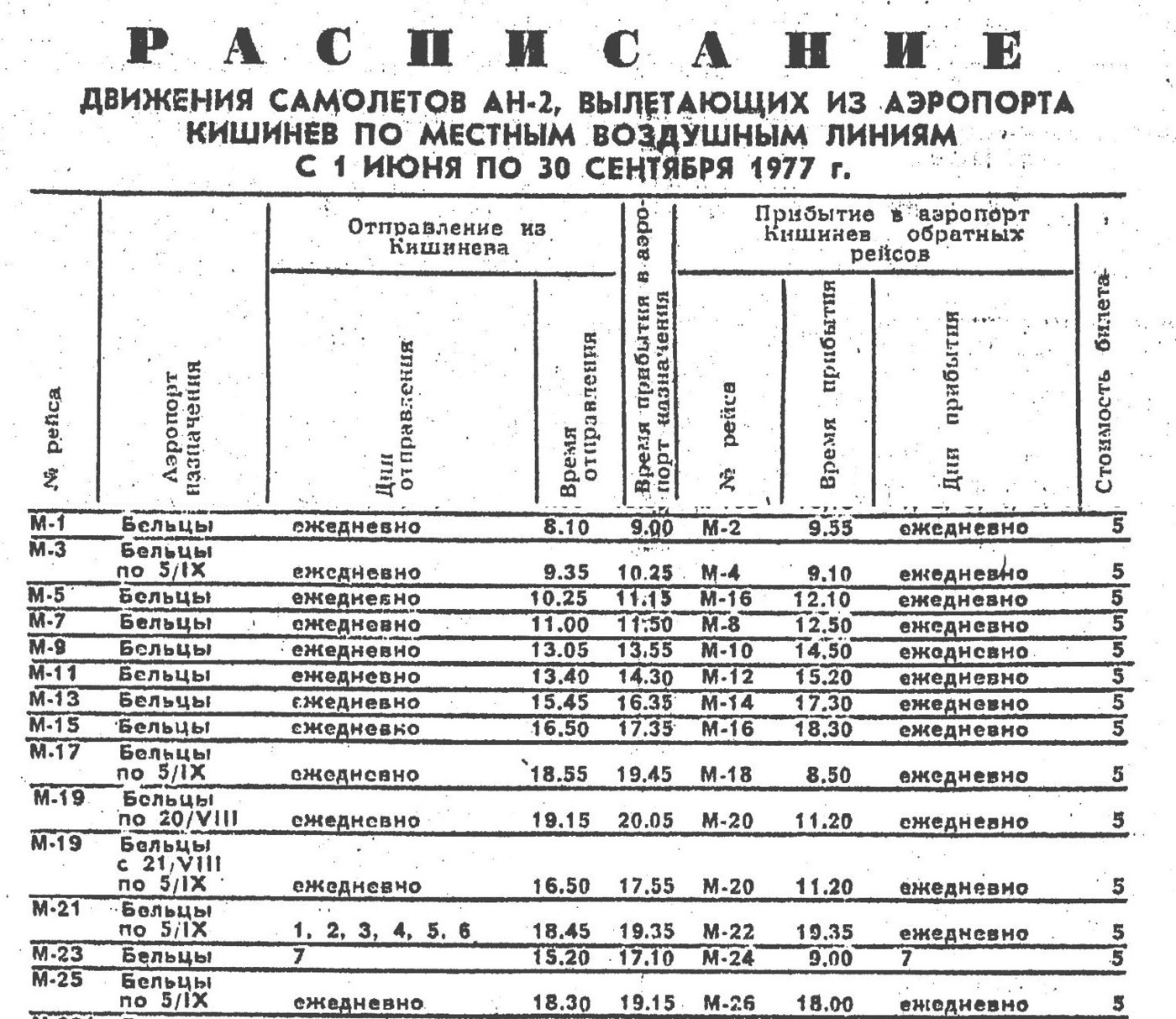
Ein Ausschnitt aus einem Flugplan der Linienflüge von 1977 von Chișinău nach Bălți – die Anzahl der Flüge nach Bălți (Flughafen Bălți-Stadt) von Chișinău aus ist 7-mal so hoch wie die Anzahl der Flüge zu jedem anderen lokalen Ziel

Vor der Eröffnung des internationalen Flughafens von Bălți war der wichtigste Flughafen in Bălți und der zweitgrößte in der Moldauischen SSR der Flughafen Bălți-Stadt, der regelmäßige sowjet-inländische Passagier- und Frachtflüge sowie Inlandsflüge innerhalb Moldaus abwickelte. Mit dem Ausbau der Zivilluftfahrt in der ehemaligen Sowjetunion seit den 1960er Jahren und dem Einsatz von Düsenflugzeugen wie der Tu-134 im Jahr 1969 in Moldawien war nur der Flughafen Chișinău in der Moldau in der Lage, regelmäßige Passagierflüge mit Düsenflugzeugen durchzuführen. Obwohl die Zahl der Inlandsflüge auf der Strecke Bălți – Chișinău siebenmal höher war als auf allen anderen lokalen Strecken und in Moldau mit Ausnahme des Flughafens Chișinău nur vom Flughafen Bălți-Stadt aus inner-sowjetische Linienflüge durchgeführt wurden, wurden die Betriebseinschränkungen des Flughafens Bălți-Stadt deutlich, da seine Infrastruktur nicht ausreichte, um die wachsende Nachfrage nach Düsenflugverkehr zu befriedigen: beide Start- und Landebahnen des Flughafens Bălți-Stadt waren zu kurz, der Oberflächentyp Schotter/Gras war ungeeignet und das Passagierterminal war nicht auf die Zunahme der Passagierzahlen im Linienflugverkehr vorbereitet.
Mit der Planung eines neuen Flughafens für Bălți und den Norden der Republik Moldau wurde 1974 begonnen. Vor dem Bau der Landebahn wurden 146 Hektar von Schwarzerde/Ackerland/Kulturboden von der Kolchos „Leadoveni“ in der Nähe des Dorfes Leadoveni enteignet. Die Wahl des Standorts der jüngsten Start- und Landebahn, die in Moldau von Grund auf neu gebaut wurde, erfolgte mit Bedacht und unter Berücksichtigung der damals modernen technischen und ingenieurtechnischen Einrichtungen und insbesondere der Windrichtung und des Mangels an stabilem Nebel am Standort der Start- und Landebahn des Internationalen Flughafens Bălți, der höchsten Höhe: 231 Meter über dem Meeresspiegel.

#### Höhenlage und Sichtbarkeit

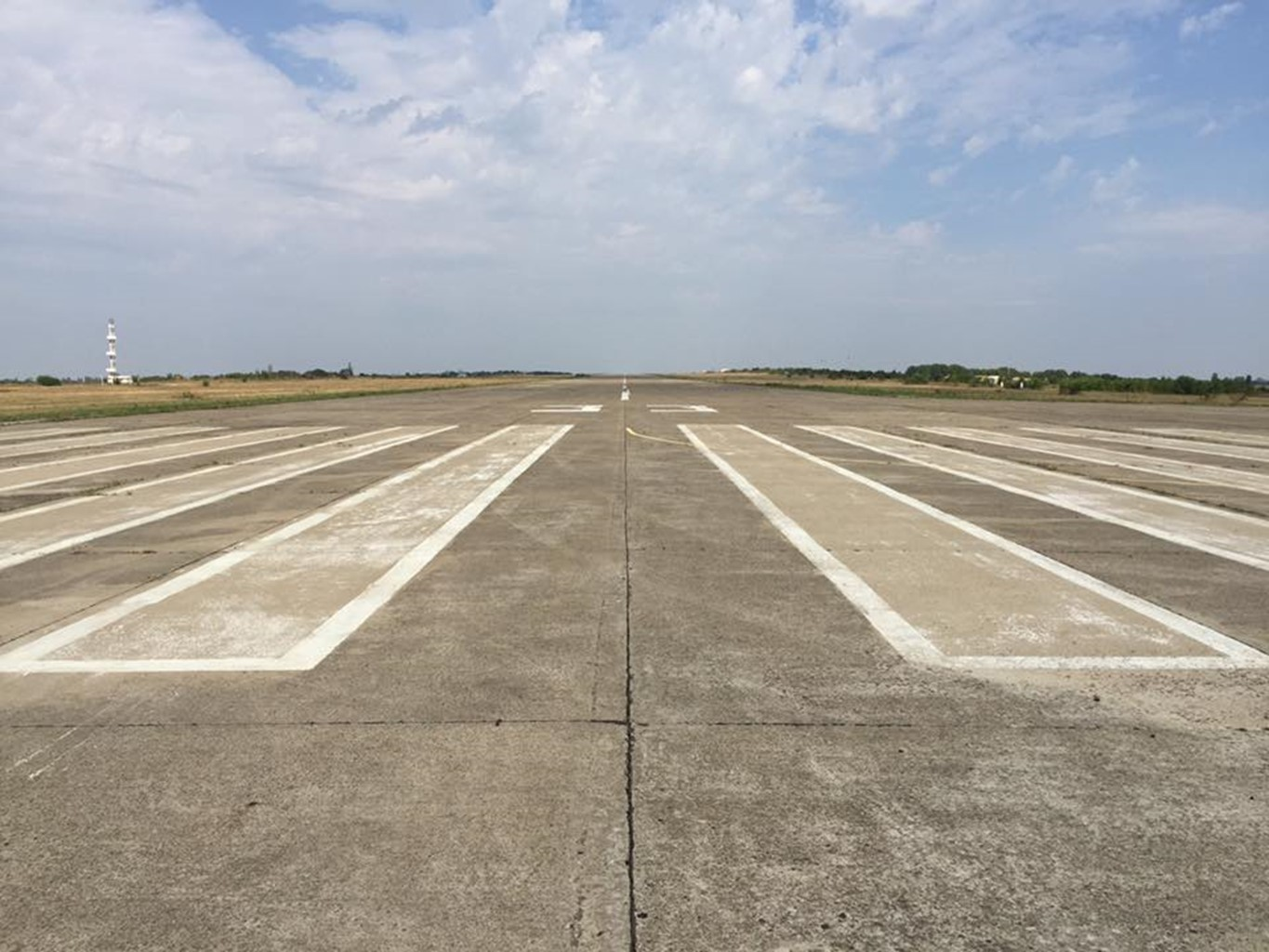
Start- und Landebahn des Internationalen Flughafens Bălți – missweisende Peilung 33°

Die Piste 15 des Flughafen Bălți liegt auf 231 m Höhe und die Piste 33 auf 215 m. Damit bietet sie eine bessere Sicht als anderen Flugplätze in der Region.

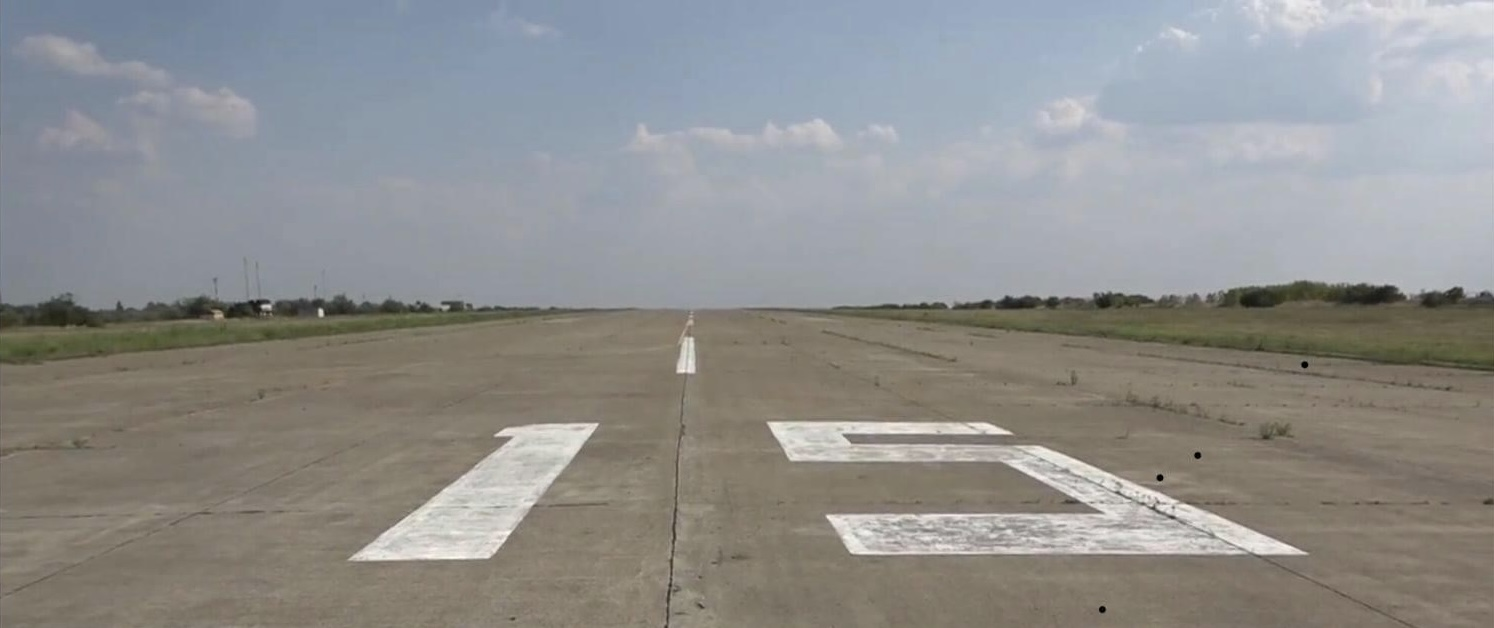
Start- und Landebahn des Internationalen Flughafens Balti – missweisende Peilung 15’

Im Gegensatz zu anderen Flughäfen in Moldawien und der Region kann der internationale Flughafen Bălți bei allen Wetterbedingungen betrieben werden. Da die umliegenden Täler bis auf 100 Meter abfallen, wird eine schnelle Auflösung von Nebel ermöglicht.

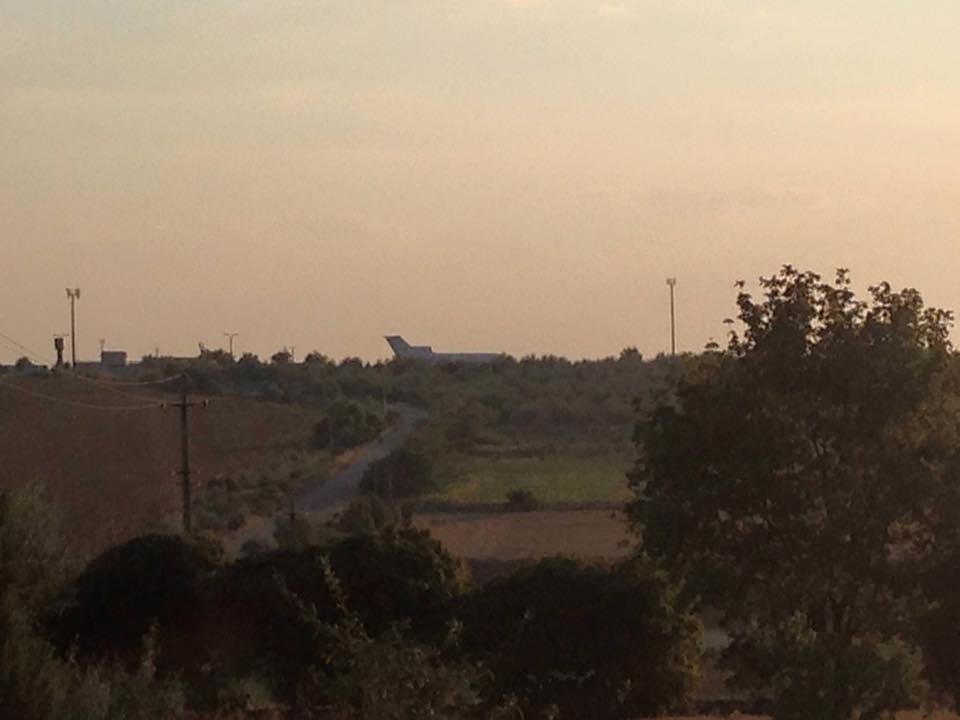
Blick von der Hochgeschwindigkeitsstraße M5 auf den internationalen Flughafen Bălți, der auf einem 231 Meter hohen Hügel liegt

Die Start- und Landebahn des Flughafens Chișinău befindet sich auf einer Höhe von 115 Metern und ist von 250 Meter hohen Hügeln umgeben, was dazu führt, dass er an mehreren Tagen im Jahr wegen anhaltenden Nebels geschlossen ist. Die gleiche Situation gilt für die Start- und Landebahn des Militärflugplatzes Marculesti, die sich auf einer Höhe von 101 Metern befindet und von Hügeln mit einer Höhe von über 300 Metern umgeben ist.

#### Qualität des Bodens
Der Boden des internationalen Flughafens Bălți unterliegt nicht der Bodenerosion, während der Flughafen Chisinau und der Militärflugplatz Marculesti von Bodenerosionsprozessen betroffen sind.

#### Windrose
Die vorherrschenden Windrichtungen in Moldawien sind N, NO, NW, S und SO.
Ein Anemometer der Referenzstation in der Nähe des Flughafens (ein offener Platz in 200 m Höhe über dem Boden, leicht abgeschirmt mit einem geringen Rauhigkeitsfaktor) ergab die höchste durchschnittliche jährliche Windgeschwindigkeit in Moldau (gefolgt vom Flughafen Cahul).
Sowohl die Windgeschwindigkeit als auch die Weibull-Verteilung in diesen Studien bestätigen, dass die Windrichtung am Standort der Start- und Landebahn des internationalen Flughafens Bălți mit der magnetischen Ausrichtung der Start- und Landebahn übereinstimmt: NW/SO = 15'/33'. So wird immer der notwendige Wind für den Start oder die Landung in die richtige Richtung geliefert, ohne den Gegenwind, der oft am Flughafen Chișinău und am Militärflugplatz Marculesti auftritt, die beide eine Ost-West ausgerichtete Start- und Landebahn haben, was am Flughafen Chișinău und am Militärflugplatz Marculesti oft zu Gegenwind führt.
Unter den Städten mit aktiven Flughäfen in Moldau wurde die durchschnittliche Windgeschwindigkeit in Bălți (2,7 m/s) im Zeitraum 01/1990 – 12/2011 in 101 Metern Höhe gemessen (47,77462 Längengrad 27,95065 entspricht der Höhe der Start- und Landebahn des Flughafens Bălți-Stadt 47° 46′ 29″ N, 27° 57′ 2″ O, Internationaler Flughafen Bălți liegt auf einer Höhe von 231 Metern über dem Meeresspiegel) ist auch höher als in Chișinău (2,28 m/s auf 173 Metern – die Höhe des Flughafens Chișinău ist niedriger: 122 Meter). Erwähnenswert ist auch die durchschnittliche Windgeschwindigkeit in Cahul – 3,71 m/s in 196 Metern Höhe (der Flughafen Cahul liegt auf 199 -209 Metern).

#### Sicherheitsanforderungen der ICAO und EASA für die Zivilluftfahrt
Die Ausrichtung der Start- und Landebahn is so gewählt, dass die Stadt Bălți umgangen wird. Dies entspricht den Sicherheitsanforderungen der Internationalen Zivilluftfahrt-Organisation (ICAO), die besagt, dass Luftfahrzeuge nicht über Städten, Ortschaften oder Menschenansammlungen fliegen dürfen. Daher wurden während des Betriebs des internationalen Flughafens Bălți keine Unannehmlichkeiten beobachtet, auch nicht bei Flügen mit der Tupolew Tu-134, einem der lautesten Flugzeuge, das im Volksmund „Pfeife“ genannt wird.
In diesem Zusammenhang sorgten Versuche, einige unregelmäßige Flüge mit mittelgroßen Flugzeugen vom Militärflugplatz in Marculesti aus durchzuführen (wobei das Bodenabfertigungs- und Flugsicherungspersonal für jede Landung/jeden Start von Bălți nach Marculesti gefahren wurde, da es auf dem Flugplatz in Marculesti nicht verfügbar war), für zahlreiche Skandale und Panik unter den Einwohnern von Bălți. Die Start- und Landebahn des Militärflugplatzes von Marculesti, die direkt auf die Stadt Bălți von Osten nach Westen (Richtung Grenze zu Rumänien) ausgerichtet ist, wurde für leichte und wendige Militärflugzeuge gebaut, damit diese die Stadt auf einer Start-/Landestrecke umgehen können, die für mittelschwere und schwere Flugzeuge nicht möglich ist.

#### Bezeichnung

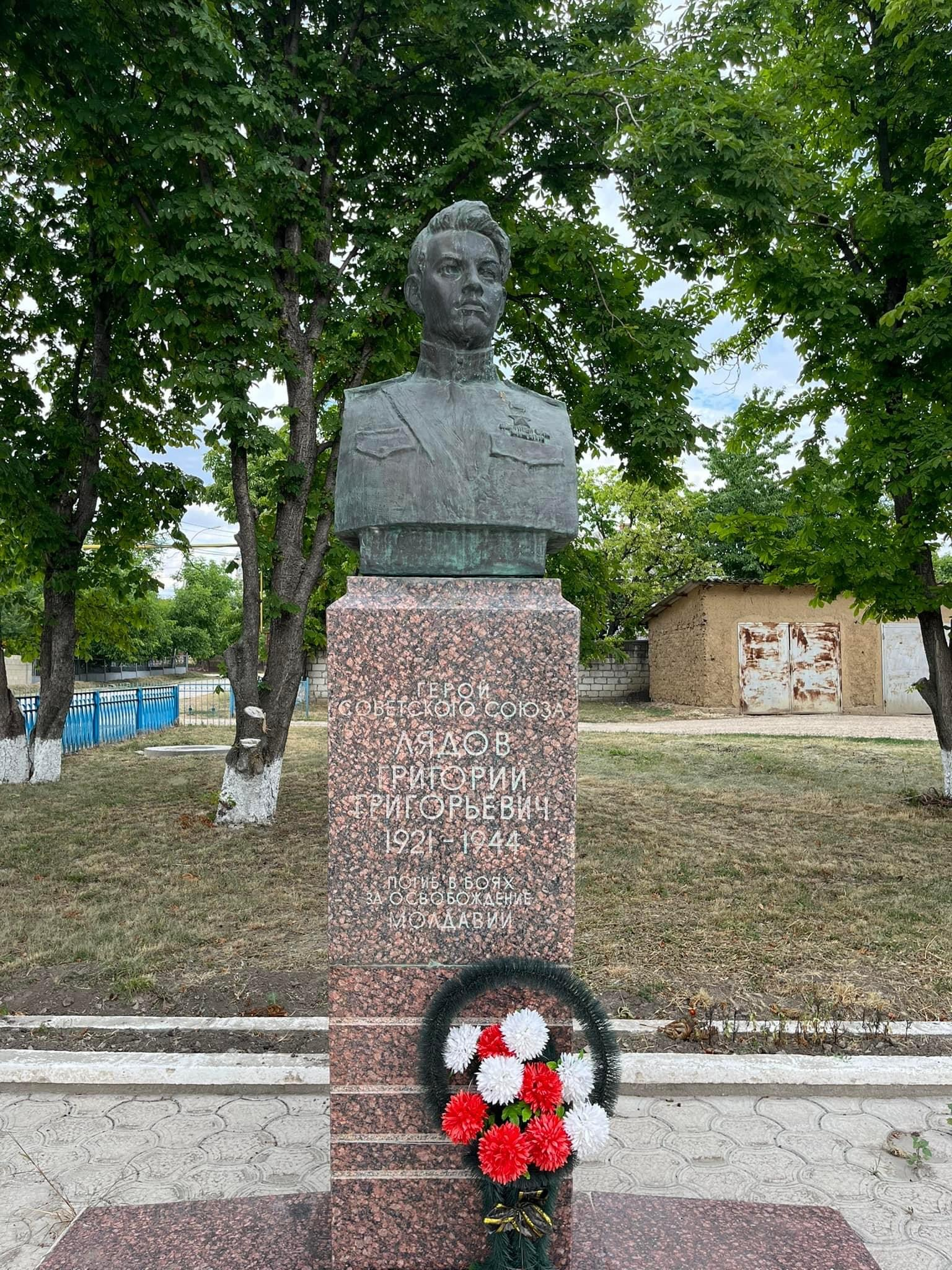
Denkmal für Grigorij Ljadov in Singureni, gegenüber dem Rathaus des Dorfes Singureni

Der Name des Flughafens Bălți-Leadoveni geht auf den alten Namen des ehemaligen Dorfes Leadoveni (heute Corlăteni) zurück, in dem 1966 die Dörfer Singureni und Corlăteni zusammengelegt wurden. Der Name Leadoveni (Ljadoweni) wurde 1945 dem Dorf Corlăteni (auch Strymba genannt) zu Ehren von Grigorij Ljadow gegeben, der bei einem Flugzeugabsturz das abstürzende Flugzeug von den Häusern in den Dörfern Singureni und Corlăteni wegsteuerte. An der Stelle, an der er starb, wurde in Singureni ein Denkmal errichtet. Der Flughafen Bălți-Leadoveni befindet sich jetzt auf dem Gebiet des Dorfes Corlăteni. Während des Zweiten Weltkriegs befand sich auf dem Gebiet des Dorfes Singureni der wichtigste Militärflugplatz in Moldawien: der Flugplatz Bălți-Singureni. Auf dem Flugplatz in Singureni waren das IAP 55 (später „16. Gardejagdfliegerregiment“ genannt) aus Kropywnyzkyj (damals: Kirowograd) mit zwei Unterstützungsflugplätzen in der MSSR und drei der UdSSR stationiert, außerdem im Zweiten Weltkrieg das Kampfgeschwader 27 und das Kampfgeschwader 51 aus Landsberg am Lech, das aus dem Kampfgeschwader 255 hervorgegangen war.
Nach der Unabhängigkeit der Republik Moldau im Jahr 1991 wurden die Dörfer wieder getrennt und erhielten ihre früheren Namen zurück: Corlăteni und Singureni. In der neueren moldauischen Gesetzgebung wird der zivile internationale Flughafen in Corlăteni als Internationaler Flughafen Bălți bezeichnet.

### Technische Zertifizierung
Das Kiewer Institut Aeroprojekt erstellte die gesamte Planungsdokumentation für den neuen Flughafen, während das Moskauer Institut Aeroprojekt den Flughafen zertifizierte und insbesondere die Zertifizierung der künstlichen Oberflächen des Flugplatzes vornahm.

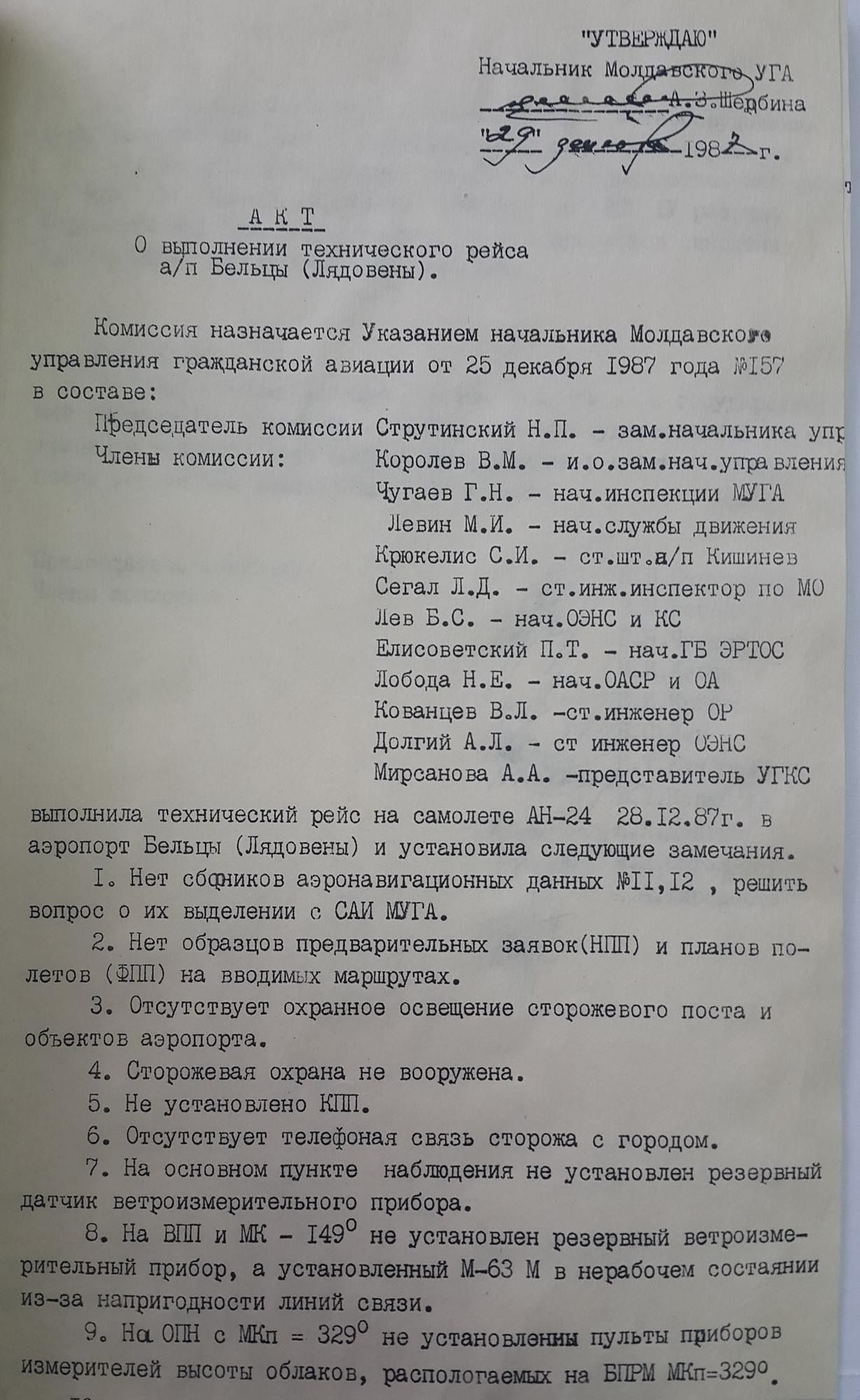
Die Urkunde zur Inbetriebnahme des ersten technischen Fluges Antonow An-24 auf dem Flughafen Bălți-Leadoveni am 28. Dezember 1987

Der erste technische Flug auf dem neuen Flugplatz Bălți wurde am 28. Dezember 1987 von Vertretern der Prüfungskommission der moldawischen Zivilluftfahrtbehörde mit einem Flugzeug vom Typ Antonow An-24 durchgeführt.

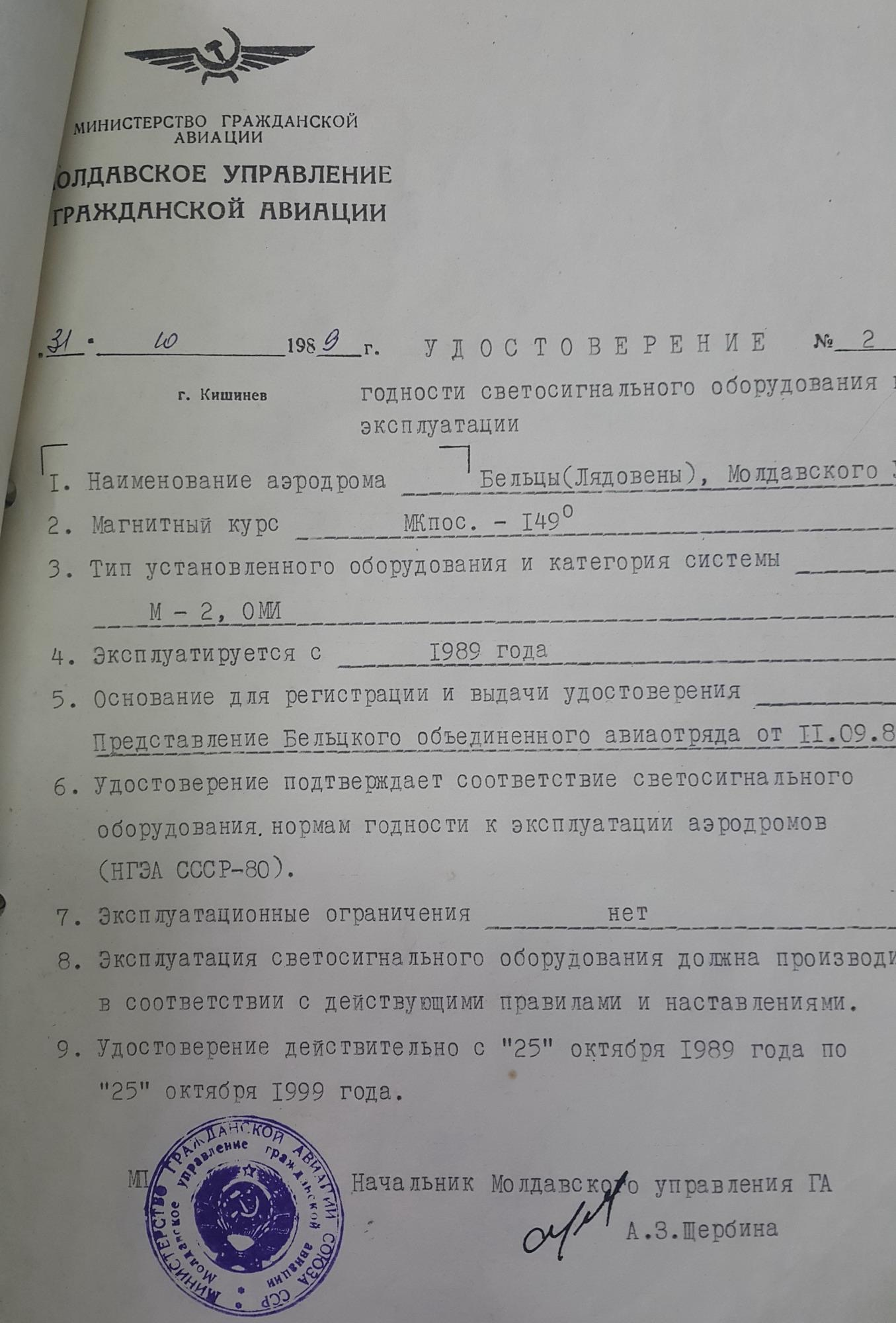
Konformitätsbescheinigung der Beleuchtungs- und Signalanlagen des Flughafens Bălți-Leadoveni

Am 31. Oktober 1989 stellten die Behörden die Konformität der auf dem Flughafen Bălți-Leadoveni installierten Pistenrandbefeuerungen mit hoher Intensität (HIRL = High Intensity Runway Lights) fest.
Am 22. Februar 1990 bestätigte das in Moskau ansässige Staatliche Forschungsinstitut für Planung und Prospektierung der Zivilluftfahrt „Aeroproject“ die Nummer der Tragfähigkeitsklassifikationszahl (Pavement Classification Number) und gab die Flugzeuge an, die ohne Einschränkungen betrieben werden dürfen: Iljuschin Il-18, Antonow An-12, Jakowlew Jak-42, Tupolew Tu-134.
Am 8. Juni 1990 stellte das Ministerium für Zivilluftfahrt der UdSSR das Zertifikat Nr. 190 über die staatliche Registrierung und die Eignung des Flugplatzes aus, in dem die Eintragung in das staatliche Register der Zivilflugplätze der UdSSR, die Flugplatzklasse „B“, die Abmessungen der Start- und Landebahn von 2240 × 42 m, die Oberflächenbeschaffenheit von 24 cm Stahlbeton, der ganzjährige Betrieb bei Tag und Nacht, die Ausrüstung mit ungerichteten Funkfeuer (NDB) als Teil des Instrumentenlandesystems (ILS) in zwei Richtungen sowie Präzisionsanflugradar (PAR) und Landebahnrandbefeuerung mit niedriger Intensität (LIRL = Low Intensity Runway Lights) in 2 Richtungen, ohne Wetterminima der ICAO-Landekategorien, die Fähigkeit zum uneingeschränkten Betrieb von Flugzeugen Tupolew Tu-134, Antonow An-24, Jakowlew Jak-40 und anderen Flugzeugtypen der Klasse III. und IV. sowie allen Typen von Hubschraubern. Das technische Zertifikat wurde von der moldawischen Zivilluftfahrtbehörde am 4. Mai 1990 genehmigt. Das technische Flugzertifikat (Betrieb mit Tupolew Tu-134) wurde von der moldauischen Zivilluftfahrtbehörde am 29. Mai 1990 gemäß dem Erlass der moldauischen Zivilluftfahrtbehörde Nr. 112 vom 29. Mai 1990 genehmigt.

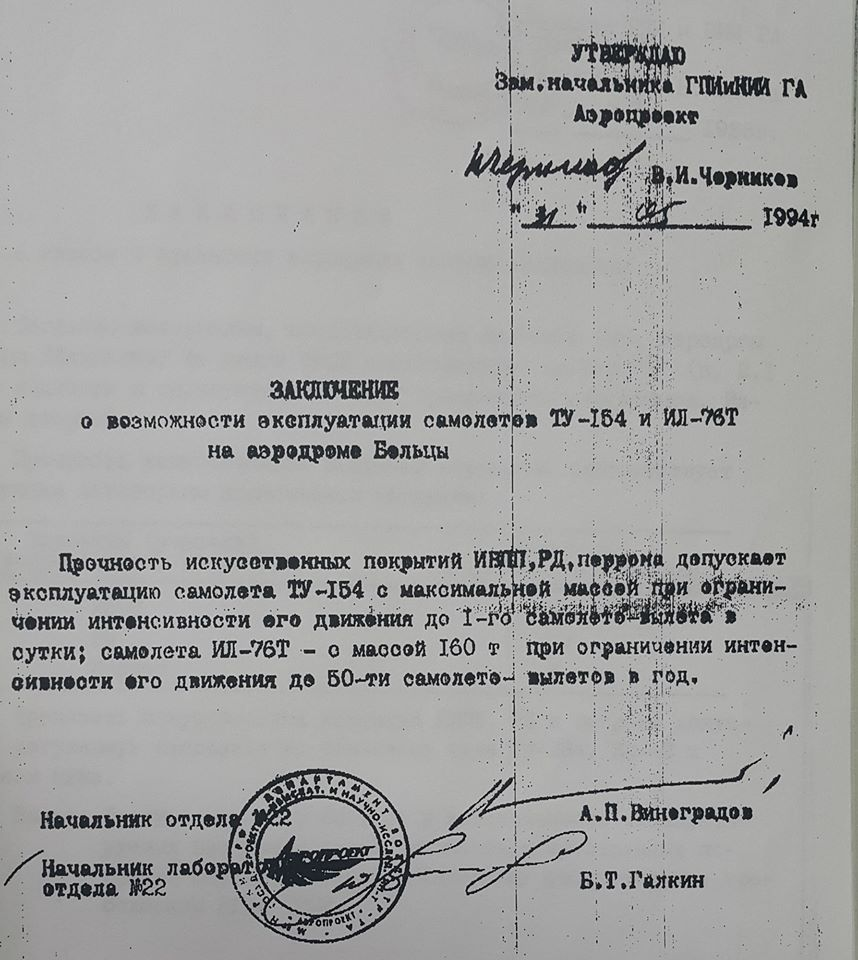
Bescheinigung über den Betrieb des Flughafens Bălți-Leadoveni mit den Flugzeugen der Typen Tupolew Tu-154 und Iljuschin Il-76T

Am 31. Mai 1994 bestätigte das in Moskau ansässige Staatliche Forschungsinstitut für Planung und Erkundung der Zivilluftfahrt „Aeroprojekt“ auch die Kapazität des Flughafens für den Betrieb von Tupolew Tu-154 (ein Flugzeug pro Tag) und Iljuschin Il-76 (50 Flugzeuge pro Jahr mit einem Gewicht von 160 Tonnen (350.000 lb)).
Obwohl der Flughafen von Anfang an für Flüge innerhalb der Sowjetunion genutzt wurde, hat die Regierung der Republik Moldau nach dem Zusammenbruch der UdSSR und der Unabhängigkeit Moldaus dem neuen Flughafen Bălți am 4. April 2002 den internationalen Status zuerkannt.

## Infrastruktur
Der Flughafen wurde in den 1980er Jahren gebaut, entsprach damals den grundlegenden sowjetischen Standards und wurde von Aeroflot aktiv genutzt. Flugzeuge wie An-24, An-26, Yak-42, Tu-134 sowie Tu-154 und Il-76 konnten auf dem Flughafen landen. Es gab Projekte für den Bau von zwei Terminals, einem modernen Passagierterminal und einem Frachtterminal, einem Flugnavigationskontrollturm anstelle provisorischer Bauten, einem Hotelkomplex, einem Wohngebiet für Beschäftigte der Zivilluftfahrt, dem Bau einer Oberleitungsbuslinie von Bălți zum Flughafen, die aber noch nicht umgesetzt wurden.
Der Flughafen ist für einen ganzjährigen 24-Stunden-Betrieb an sieben Tagen in der Woche ausgelegt und verfügt über ein Passagierterminal (bestehend aus zwei Gebäuden: eines für Abflüge, das andere für Ankünfte), das sich seit seiner Errichtung in einem tadellosen Zustand befindet, obwohl die bestehenden Einrichtungen 1987/1989 als provisorisch betrachtet wurden.
Die Start- und Landebahn ist die letzte die von Grund auf aus Stahlbeton gebaut wurde – nach der des Flughafens Chișinău, die zweite aus Stahlbeton in Moldau. Die Start- und Landebahn des Militärflugplatzes in Marculesti beispielsweise ist aus Betonplatten zusammengesetzt, deren Verbindungen nicht stabil sind, was zu Unebenheiten dieser Platten und zur Beschädigung geführt hat, so dass der ehemalige Direktor dieses Flugplatzes die Schließung forderte.
Die geografische Lage der Start- und Landebahn des internationalen Flughafens Balti wurde gemäß den neuesten Flugnavigationsstandards gewählt und ist 2.240 m lang und 42 m breit. Das Gelände rund um die Start- und Landebahn wurde von Anfang an für ihre Verlängerung und Erweiterung vorbereitet.
Die Allwetterlandebahn wird durch eine Höhe von 231 m über dem Meeresspiegel und die umliegenden Täler mit einer Höhe von bis zu 100 m gewährleistet, so dass auch unter Berücksichtigung der Windrose an diesem besonderen Standort keine Bedingungen für eine anhaltende Nebelbildung gegeben sind. Bei messtechnischen Beobachtungen wurde festgestellt, dass die Start- und Landebahn des Flughafens Bălți-Leadoveni bei ausreichender horizontaler und vertikaler Sicht auch dann betriebsbereit ist, wenn die Start- und Landebahnen der umliegenden Flughäfen und Flugplätze (Chișinău, Iași, Bukarest, Marculesti, Odessa und Kiew) für den Betrieb gesperrt sind oder eine eingeschränkte Sicht aufweisen.

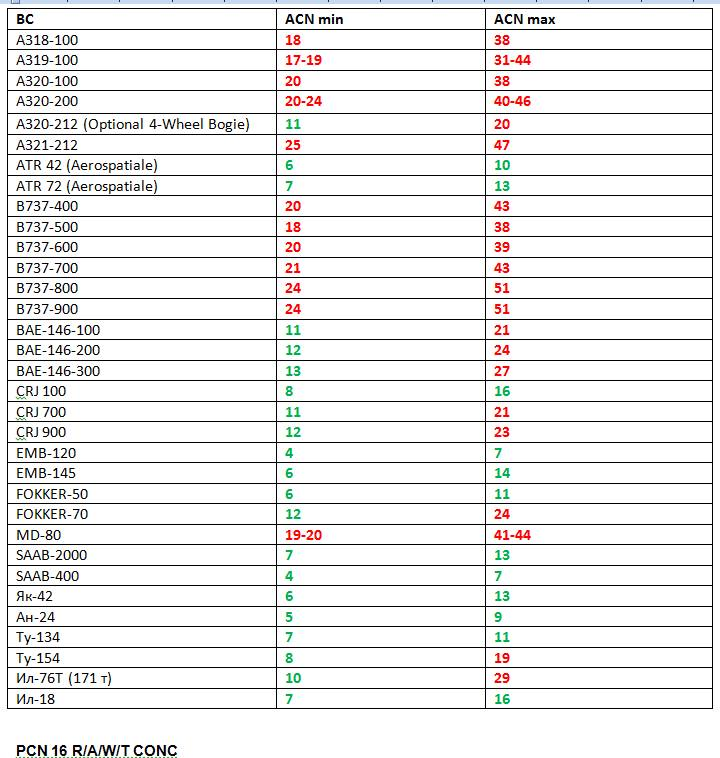
Entsprechungstabelle der ACN-PCN-Methode in Bezug auf die Landebahn des Flughafens Bălți-Leadoveni

Nummer der Fahrbahnklassifizierung: PCN 16 R (starre Konstruktion) / A (die stärkste Klasse ist CBR 15 (alle CBR über 13 %) der Tragfähigkeit unter der Straßenoberfläche / W (Einheit, die den maximalen Reifendruck ausdrückt, dem die Straßenoberfläche standhält, W (unbegrenzt) – keine Reifendruckgrenze) / T (Beschreibung der Methode, mit der der erste Wert ermittelt wurde): T bezeichnet den technischen Grad) CONC (Beton).
Gemäß der Entscheidung Nr. 32 des Rechnungshofs der Republik Moldau vom 25. Mai 2007 wurde der internationale Flughafen Bălți für konform mit den ICAO-Anforderungen erklärt.
Gemäß dem Bericht über den Aktionsplan vom 1. März 2013, der im Rahmen einer von der moldauischen Zivilluftfahrtbehörde durchgeführten Inspektion erstellt wurde, wurden am Flughafen Bălți-Leadoveni folgende Dienstleistungen inspiziert: Passagier- und Gepäckservice, allgemeine Dienstleistungen, Ticketschalter und Flughafenterminal, Passagiertransport, Gepäckservice.
Laut einer im Dezember 2015 veröffentlichten Pressemitteilung des ehemaligen moldauischen Ministeriums für Verkehr und Straßeninfrastruktur befindet sich der internationale Flughafen Bălți im Rajon Rîșcani, umfasst eine Fläche von 144,5567 Hektar (14.455. 67 a) und umfasst den Flughafen, das Passagierterminal, die Gepäckabfertigungsanlage, Gebäude und Einrichtungen für den technologischen Prozess (Metallhangar, dieselelektrischer Generator für die Notreserve, Bereich vor dem Passagierterminal, Parkplätze für spezielle Bodenfahrzeuge usw.) sowie eine Fläche, die für die Entwicklung der Infrastruktur des internationalen Flughafens Bălți genutzt werden könnte.

## Verkehrsanbindung
Der internationale Flughafen Bălți befindet sich im nördlichen Teil Moldaus, in der Nähe der Stadt Bălți, einer der fünf moldauischen Munizipalitäten, außerhalb der Stadtgrenzen von Bălți, auf dem Gebiet des Dorfes Corlăteni im Rajon Rîșcani, 15,1 km vom Stadtzentrum von Bălți entfernt (9,7 km nord-westlich des nördlichen Stadtrandes, wo der Bezirk Dacia endet), mit direktem Anschluss an die Europastraße 583/Fernstraße M5 und die republikanische Straße R12.

### Öffentliche Verkehrsmittel

#### Zug
Der internationale Flughafen Bălți liegt in der Nähe von drei Bahnhöfen: 12,4 km (16 Autominuten) vom Bahnhof Pelinia, 15 km (19/17 Autominuten) vom Bahnhof Bălți Nord und 15,6 km (18 Autominuten) vom Bahnhof Bălți West entfernt. Es gibt keinen Bahnhof direkt am internationalen Flughafen Bălți.

#### Trolleybus, Bus und Shuttlebus
Von Bălți aus gibt es keine Trolleybusse zum Internationalen Flughafen Bălți in Corlăteni, obwohl geplant ist, eine elektrifizierte Trolleybuslinie zu diesem Flughafen zu verlängern. Derzeit verkehren die Oberleitungsbuslinien 1, 3 und 4 zum zweiten historischen Flughafen von Bălți – Flughafen Bălți-Stadt.
Die meisten Busse und Minibusse auf den Vorortlinien in der Metropolregion von Bălți und den Regionallinien sowie die Busse auf den internationalen Linien von und nach Bălți halten in Corlăteni (4,2 km vom Flughafen entfernt – 4 Minuten mit dem Auto) oder in der Nähe der Überführungsbrücke mit direktem Zugang zum Flughafen von der Europastraße 583/Fernstraße M5 (1,3 km – 3 Minuten mit dem Auto zum Flughafen).

### Taxi
Taxis sind auf Bestellung erhältlich. Derzeit, gibt es keinen festen Taxistand am Terminal.

### Auto
Der internationale Flughafen Bălți ist 15,4 km (17 Autominuten) vom Stadtzentrum von Bălți entfernt. Das Passagierterminal, in dem sich der internationale Flughafen Bălți befindet, ist über die Europastraße 583/Fernstraße M5 zu erreichen, die nach dem Kreisverkehr an der Ausfahrt Bălți am Ende der Decebal-Straße weiterführt, sowie über die Republikanische Straße R12.

### Fahrrad
Es gibt keine Fahrradroute zum internationalen Flughafen Bălți.

### Hotelzugang
Das nächstgelegene Hotel zum Internationalen Flughafen Bălți ist das LidoLux (11,4 km, 11 Minuten Fahrt). Andere Hotels in Bălți können mit den öffentlichen Verkehrsmitteln von Bălți oder mit dem Taxi erreicht werden. Das erste Gebiet, in das Bălți vom Flughafen aus einfährt, ist das Dacia-Viertel, das durch öffentliche Verkehrsmittel und Taxis mit verschiedenen Teilen der Stadt verbunden ist.

## Betreiber
Der internationale Flughafen Balti wird von dem staatlichen Unternehmen Moldaeroservice verwaltet und erstreckt sich über eine Fläche von 144 Hektar (14.400 a).
In verwaltungstechnischer Hinsicht ist der Flughafen von den geografisch zuständigen lokalen Behörden abhängig: im Allgemeinen von der Regierung der Republik Moldau, im Bereich der städtebaulichen Genehmigungen und der Landverwaltung vom Bezirksrat des Rajons Rîșcani und dem Bürgermeisteramt des Dorfes Corlăteni.
Das staatliche Unternehmen Moldaeroservice wurde 1966 auf Anordnung des Ministers für Zivilluftfahrt der UdSSR als die Fliegergruppe Nr. 281 Bălți (russisch 281-й ЛО (Бельцы) – Лётный Отряд) der kombinierten Luftfahrteinheit Bălți (russisch Бельцкий ОАО – Объединённый Авиационный Отряд) gegründet, die auf einer zivilen Staffel von Jakowlew Jak-12 und Antonow An-2 Flugzeugen basierte. Zusammen mit den Diensten des Zivilluftfahrtregiments des Flughafens Bălți bildete die Fliegergruppe Nr. 281 Bălți die kombinierte Luftfahrteinheit Bălți.
Zum Kommandeur der Fliegergruppe Nr. 281 Bălți wurde Nicolae Zavadschii ernannt, zum Leiter des Flughafens – Petru Ovcinicov, zum Leiter des Flughafen-Instandhaltungsstützpunktes – Victor Șerstiuc und zum Leiter der kombinierten Luftfahrteinheit Bălți – Vitalie Bezdenejnîh. Zu den Kommandeuren der kombinierten Luftfahrteinheit Bălți gehörten unter anderem: Alexei Liciman, Yevgeny Ilyakov, Anatolii Bajucov, Alexei Alexeev, Vasilii Burma, Ivan Tomac, Vladimir Rishkov, Valery Cenin. Zu den Leitern des technischen Stützpunktes des Flughafens gehörten Grigore Rotari, Boris Cabac und Victor Gherta. Der Lufttüchtigkeitsdienst wurde von Dmitry Covalciuc geleitet, der Passagierdienst von Maria Ribacova, Alexandr Ojegov und Leonid Soloviov. Der Flughafen- und Bodendienst wurde von Petru Lobanov, Rașid Biriucov, Dmitrie Gubarev und Vasile Barabaș geleitet. Im Laufe seiner Entwicklung durchlief das Unternehmen viele Phasen der Umstrukturierung und Weiterentwicklung.
Im Jahr 1989 wurde die betonierte Start- und Landebahn auf dem neu errichteten Flughafen Bălți-Leadoveni (der ebenfalls von Moldaeroservice verwaltet wird) in Betrieb genommen, wodurch die Passagiere der nördlichen Region der Republik Moldau bis 1993 die Möglichkeit erhielten, mit Flugzeugen Antonow An-24, Tupolew Tu-134, Let L-410 Turbolet in 14 Städte der ehemaligen UdSSR zu fliegen.
Mit dem Zerfall der Sowjetunion wurde die Luftraumkontrolle und -überwachung zu einem eigenständigen Dienst, der an die Bălțier Niederlassung des Staatsunternehmens „MOLDATSA“ übertragen wurde.
Die kombinierte Luftfahrteinheit Bălți, die zum staatlichen Luftfahrtunternehmen Bălți wurde, das am 17. September 1994 umstrukturiert und in staatliches Unternehmen Moldaviaservice und 1996 in Moldaeroservice umbenannt wurde. Auf diese Weise wurde das Unternehmen als „Moldaeroservice“ zu einem autarken Unternehmen mit eigener Bilanz mit Verwaltung folgender Flughäfen: des internationalen Flughafens Balti-Leadoveni (145 ha), des Flughafens Bălți-Stadt (136 ha), einschließlich Fachpersonal, die für den Technologie- und Produktionsprozess erforderlichen Gebäude und Räumlichkeiten sowie die Flugzeuge Antonov An-2 und Mil Mi-2.
Gemäß der von der Zivilluftfahrtbehörde der Republik Moldau erteilten Genehmigung № Md 001 führt das Unternehmen folgende Tätigkeiten aus: Ambulanzflüge, Beobachtungsflüge, Flüge für Such- und Rettungseinsätze, Werbe- und Freizeitflüge, Flüge zugunsten des land- und forstwirtschaftlichen Sektors.
Gemäß der Bescheinigung MD.145.0025 ist Moldaeroservice als Instandhaltungsbetrieb für Antonow An-2 (ASH-62IR); Mil Mi-2 (GTD-350); C3; C5; C6; C7; C8; C9; C12; C13; C14; C18 zugelassen.
Gemäß der Entscheidung Nr. 32 des Rechnungshofs der Republik Moldau vom 25. Mai 2007 war die Verwaltung des internationalen Flughafens Bălți unregelmäßig und die Buchführung der Geschäftsführung von Moldaeroservice ineffizient.
Derzeit betreibt Moldaeroservice den internationalen Flughafen Bălți, obwohl keine regelmäßigen Flüge durchgeführt werden und das Betriebszertifikat von den moldauischen Behörden am 14. Oktober 2015 entzogen wurde, angeblich wegen der mangelnden Finanzierung von Moldaeroservice.
Da die Republik Moldau in den 1990er Jahren eine Wirtschaftskrise durchlebte, wurden die Pläne für den Wiederaufbau und die Modernisierung des Flughafens wie auch der gesamten Luftfahrtindustrie auf Eis gelegt. Erst in den späten 1990er und frühen 2000er Jahren wurde der Flughafen Chișinău mit Hilfe der Europäische Bank für Wiederaufbau und Entwicklung modernisiert. Der internationale Flughafen Chișinău ist heute der einzige Flughafen in Moldawien, der im regelmäßigen Passagier- und Frachtverkehr betrieben wird.
Der internationale Flughafen Bălți wird derzeit hauptsächlich von einem unregelmäßigen Charterflugverkehr und von Frachtflügen genutzt. Zwischen den seltenen Flügen wird die Landebahn für Moldau-Rallyes und Open-Air-Konzerte genutzt.

## Reiseziele und Fluggesellschaften

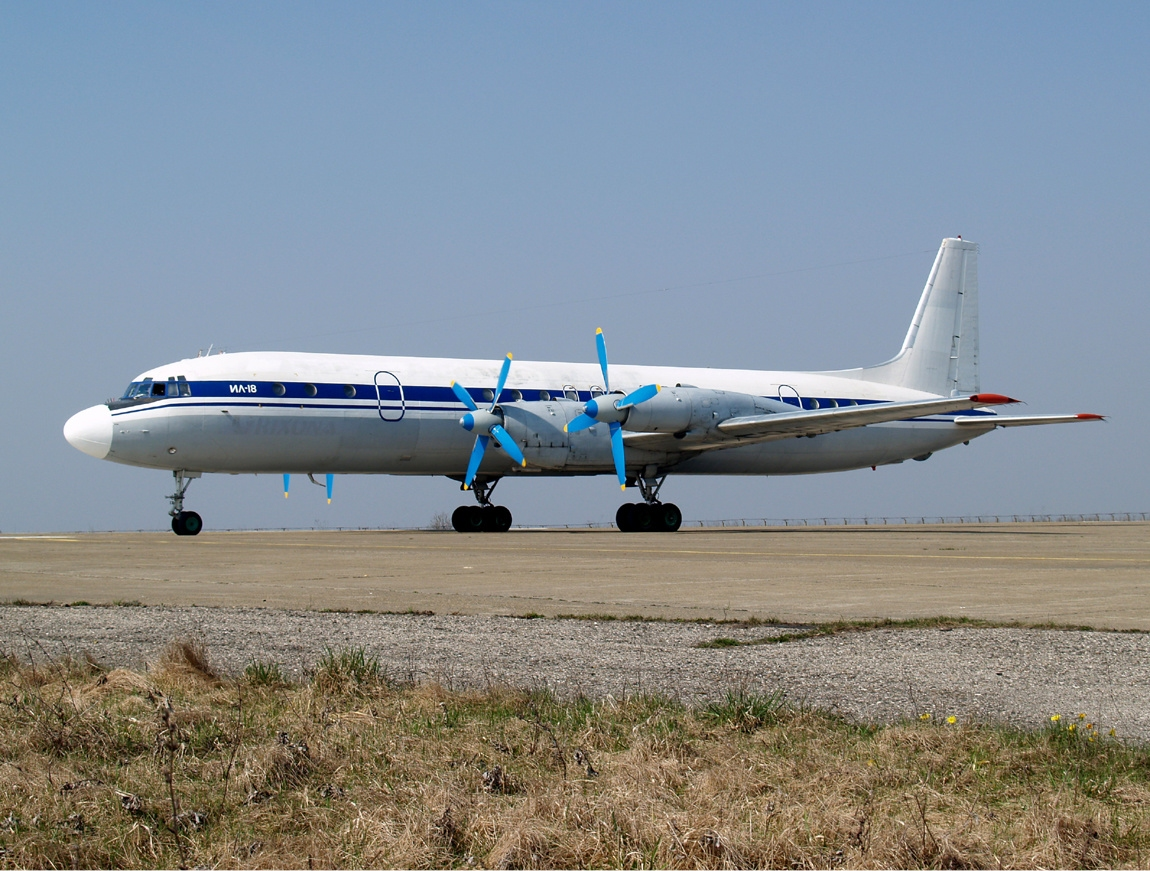
Il-18 am internationalen Flughafen Bălți

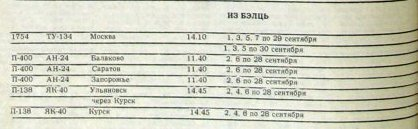
Flugplan für Linienflüge vom 16. September bis 31. Dezember 1991 vom internationalen Flughafen Bălți

Seit seiner offiziellen Eröffnung Ende der 1980er Jahre wurde der Flughafen Bălți-Leadoveni sowohl von der staatlichen Moldaeroservice-Flotte als auch von Flugzeugen aus Chișinău, der ehemaligen moldauischen Niederlassung der sowjetischen Aeroflot, angeflogen. Ende der 1980er Jahre und vor dem Zusammenbruch der UdSSR war der Flughafen Bălți-Leadoveni ein wichtiges Luftverkehrskreuz im Norden Moldaus und ersetzte den zweitwichtigsten Flughafen Moldaus, den Flughafen Bălți-Stadt. Vom Flughafen Bălți-Leadoveni aus gab es etwa 20 wöchentliche Passagierlinienflüge zu Zielen in der ehemaligen Sowjetunion, darunter Moskau, St. Petersburg, Kiew, Simferopol und Sotschi. Außerdem gab es eine Reihe von regelmäßigen lokalen Flügen nach Chișinău. Nach der Unabhängigkeit Moldaus im Jahr 1991 wurde der Flughafen von Moldaeroservice und Air Moldova, der staatlichen Nachfolgegesellschaft mit den verbliebenen sowjetischen Aeroflot-Flugzeugen, genutzt.
Auszug aus dem Flugplan der Tu-134-Linienflüge vom internationalen Flughafen Balti nach Moskau (Flughafen Vnukovo) für die Zeit vom 1. Januar bis 31. Mai 1991
Flugplan der regelmäßigen Flüge vom Flughafen Balti vom 1. Juni bis 14. September 1990.

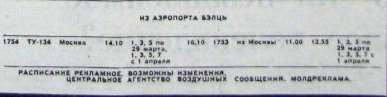
Auszug aus dem Flugplan der planmäßigen Tu-134-Flüge vom Internationalen Flughafen Bălți nach Moskau (Flughafen Wnukowo) für den Zeitraum vom 1. Januar bis 31. Mai 1991

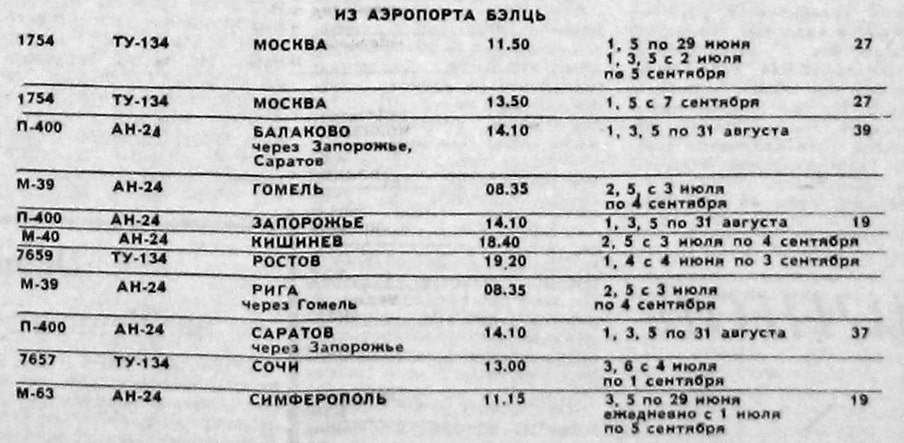
Flugplan des Flughafens Bălţi vom 1. Juni bis 14. September 1990

Es gab mehrere Versuche, den Flughafen wiederzubeleben, mit anhaltenden „Empfehlungen“ an Air Moldova, Flüge vom Flughafen aus durchzuführen, einschließlich 1994 mit der Gründung des staatlichen Unternehmens „Moldaviaservice“. Seit 2002 gab es Versuche, regelmäßige Flüge von Balti nach Moskau zu organisieren, die jedoch aus wirtschaftlichen Gründen, die in dem zitierten Bericht nicht erläutert werden, gestrichen wurden. Laut Ziarul de Gardă war „der ehemalige Generaldirektor von Air Moldova, Dorin Timciuc, zusammen mit seinen Untergebenen, dem Finanzdirektor Radu Bezniuc [Verfasser des oben genannten Berichts] und der Leiter der Finanzabteilung, Alexandru Cigan, wurden wegen des Verdachts der ‚Veruntreuung von Staatseigentum in besonders großem Umfang‘ (Artikel 195, Absatz 2) verhaftet, ein noch schwereres Verbrechen als das Pasat zur Last gelegte, das mit einer Haftstrafe von bis zu 25 Jahren geahndet wird. Gegen die drei wird strafrechtlich ermittelt, weil sie Provisionen auf Air Moldova-Tarife und kombinierte Strecken erhoben haben.“
Zugleich, so Arnold Pavorozniuc:

«Например, чтобы полететь в Москву, купить билет надо было за месяц.
Правительство, когда принимало решение о необходимости строительства здесь аэропорта, учитывало, что север Молдавии был более заселён, чем центр и юг, также и промышленно развит. Согласно тогдашним расчетам, этот аэропорт должен был охватить более 2 млн человек, Расчёт был не только на жителей Молдовы, но и на украинцев, которые бы летали отсюда […].»

„Um zum Beispiel nach Moskau zu fliegen, musste man sein Ticket einen Monat im Voraus kaufen.
Bei der Entscheidung über die Notwendigkeit eines Flughafens berücksichtigte die Regierung, dass der Norden Moldaus stärker bevölkert war als das Zentrum und der Süden und auch industriell entwickelt war. Nach den damaligen Berechnungen sollte dieser Flughafen mehr als 2 Millionen Menschen bedienen. Die Berechnungen galten nicht nur den Moldauern, sondern auch den Ukrainern, die von hier aus fliegen würden […].“

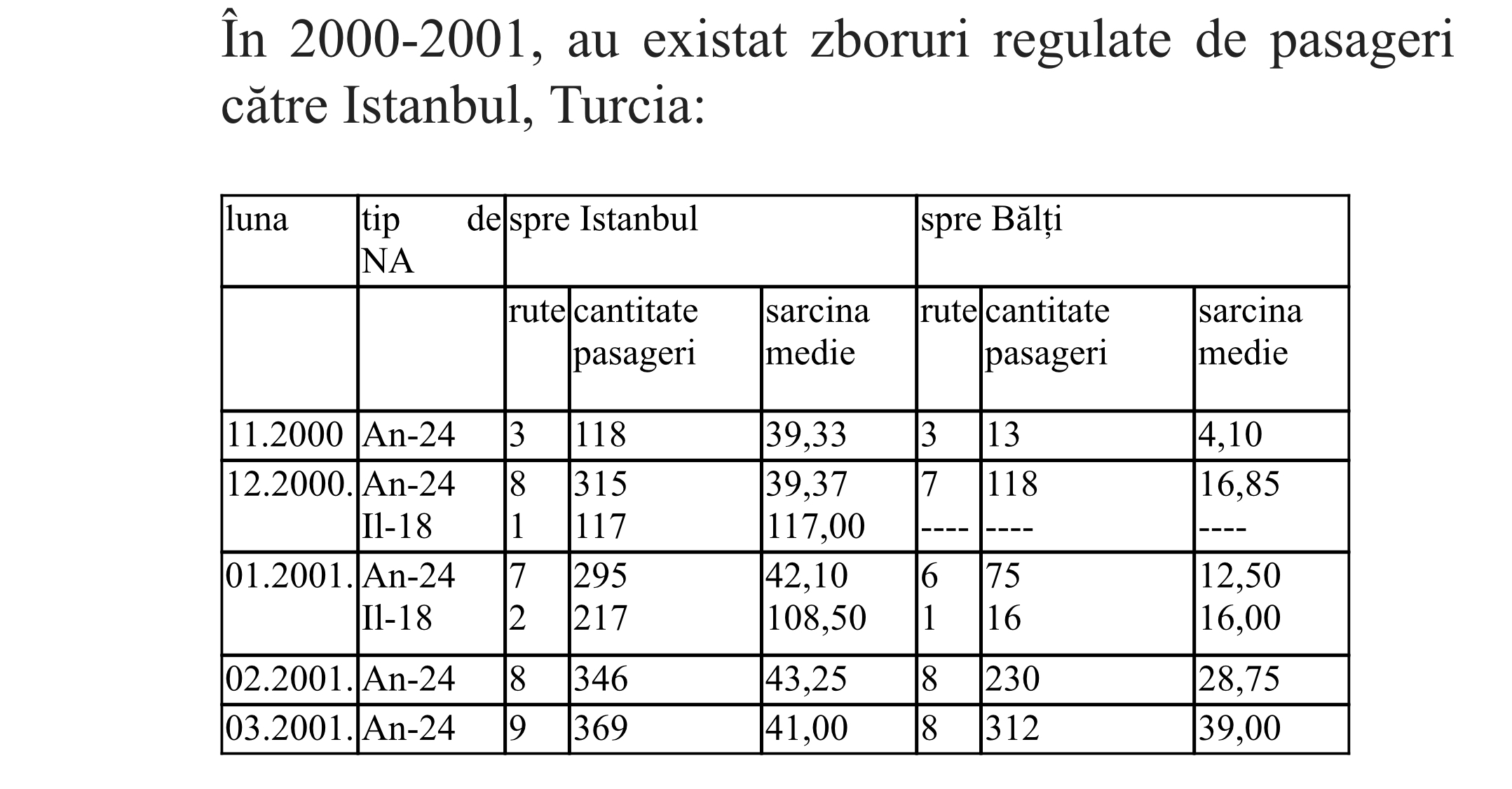
Moldaeroservice-Flugstatistik für Bălți-Istanbul (2000–2001)

In den Jahren 2000–2001 gab es regelmäßige Passagierflüge von Bălți nach Istanbul mit einer maximalen Auslastung von 43,25 Personen auf An-24 und 117 Personen auf Iljuschin Il-18 pro Flug. Die Flüge wurden wegen des Fehlens einer Zollstelle am internationalen Flughafen Bălți ausgesetzt, als die Grenzpolizisten der Zollstelle in Ungheni die Zusammenarbeit mit dem internationalen Flughafen Bălți unter dem Vorwand einstellten, auf eine Entscheidung der moldauischen Regierung zu warten. Das Passagieraufkommen nur auf dem Flug Bălți-Istanbul betrug damals 580 Fluggäste pro Monat, und zusätzlich zu den bestehenden Flügen nach Istanbul sollten im Frühjahr 2002 wieder regelmäßige Flüge von Bălți nach Moskau aufgenommen werden.

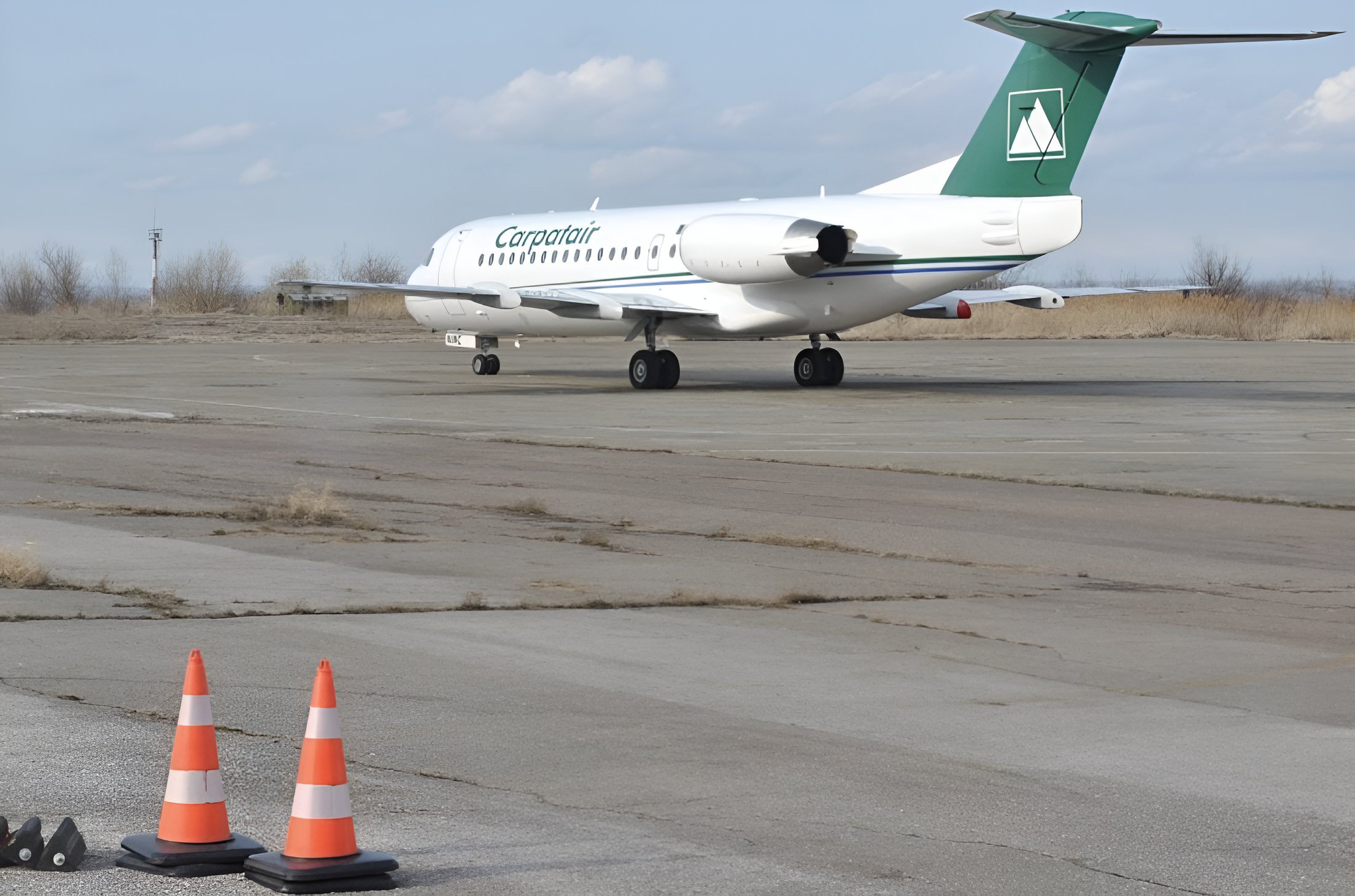
Fokker 70 der Carpatair auf dem Vorfeld des internationalen Flughafens Bălți

Während des Bestehens des internationalen Flughafens Bălți waren die wichtigsten Fluggesellschaften, die Linien- und Charterflüge zu und von dem internationalen Flughafen Bălți zu etwa 20 verschiedenen sowjetischen und internationalen Zielen durchführten, Aeroflot, Moldaeroservice und Air Moldova. Moldaeroservice war der letzte Betreiber, der vom internationalen Flughafen Bălți aus operierte, ebenso wie private Fluggesellschaften aus Österreich und Deutschland sowie Carpatair.
Der direkte Luftverkehr wurde über das Gebiet der ehemaligen Sowjetrepubliken sowie in die europäischen Nachbarländer und die Türkei abgewickelt.
| Fluggesellschaften                 | Reiseziele |
| ---------------------------------- | --- |
| Aeroflot – innersowjetische Linien | Moskau-Wnukowo, Sankt Petersburg-Pulkowo, Kiew-Schuljany, Simferopol, Sotschi, Balakowo, Saratow, Saporischschja, Uljanowsk Baratajewka (via Kursk), Kursk Wostochnyj, Balaschicha, Jekaterinburg-Kolzowo, Rostow am Don |
| Moldaeroservice                    | regelmäßige Flüge nach Istanbul |
| Moldaeroservice                    | Charterflüge/Arbeitseinsätze Ägypten, Algerien, Irak, Rumänien, Bulgarien, Türkei, Singapur, Südkorea |
| Air Moldova                        | Chișinău – Anschlussflüge |

Der Flughafen ist derzeit in Betrieb, aber es liegen keine Informationen über Linienflüge vor. Der Flughafen wird gelegentlich für Passagier- und Frachtcharterflüge genutzt. Das Flughafengelände wird auch häufig für Autorennen, Musikkonzerte und Festivals genutzt.

## Erweiterung und Perspektiven
Die bestehende Start- und Landebahn ist 2240 m lang und 42 m breit. 1987 wurden erste Erdarbeiten zur Verbreiterung der Bahn und Bodenausgleichsarbeiten zur Verlängerung und Verbreiterung durchgeführt. Der Bau der Flughafeninfrastruktur (einschließlich Passagier- und Frachtterminals, Hotel, Flugkontrollturm, Verlängerung der Oberleitungsbuslinie von Balti zum Internationalen Flughafen Bălți-Leadoveni) wurde den lokalen Behörden der MSSR anvertraut.
Einigen Informationen zufolge sollte Air Moldova im Jahr 2009 aufgrund der bestehenden Nachfrage von Einwohner aus dem Norden Moldaus und den nahe gelegenen Regionen in der Ukraine und Rumänien regelmäßige Flüge zwischen Bălți und Moskau sowie Frankfurt am Main einrichten. Dieses Projekt wurde im Dezember 2011 noch nicht umgesetzt.
Nach Angaben der Flughafenverwaltung von Bălți-Leadoveni sind die geografischen und wetterbedingten Voraussetzungen in dieser Region günstig, um den Flughafen ganzjährig rund um die Uhr zu betreiben (auch bei schwierigen Wetterverhältnissen).
Die neue Rolle des internationalen Flughafens Bălți kann auch zu einem Drehkreuz für Billigfluggesellschaften in Moldawien werden, da der Flughafen Chișinău der einzige Flughafen bleibt, der als Monopolist mit hohen Flughafengebühren Linienflüge für Passagiere anbietet.
Bălți liegt geografisch an einer wichtigen Verkehrsachse und ist ein wichtiger Verkehrsknotenpunkt in Moldau. Nach einer gewissen Modernisierung der Start- und Landebahn besteht die Möglichkeit, Flugzeuge vom Typ Boeing und Airbus aufzunehmen. In diesem Zusammenhang wird die Meinung vertreten, dass der Flughafen Bălți-Leadoveni in Zukunft zu einem der Drehkreuze für europäische Billigfluggesellschaften wie EasyJet, Ryanair, Wizz Air sowie für internationale Transportunternehmen werden könnte.
Mitte Dezember 2011 besuchten Vertreter der europäischen Billigfluggesellschaft Wizz Air Moldau, um ihre Flüge von Moldau nach Europa zu eröffnen. Da sich die Gebühren für die Nutzung des Flughafens Chișinău für das Unternehmen als hoch erwiesen haben (der Flughafen Chișinău muss das von der Europäischen Bank für Wiederaufbau und Entwicklung und der Europäischen Investitionsbank für den Flughafenumbau aufgenommene Darlehen zurückzahlen, weshalb Chișinău hohe Flughafengebühren zu entrichten hat), wird die Möglichkeit der Nutzung des Flughafens Bălți-Leadoveni in Betracht gezogen. Die Flüge würden voraussichtlich mit Airbus-A320-Familie-Flugzeugen durchgeführt werden.
Etwa ein Drittel oder mehr aller Fluggäste auf den von Air Moldova bedienten Strecken, auf die etwa die Hälfte aller Flüge am Flughafen Chișinău entfällt, kommen aus Bălți und den nördlichen Regionen Moldaus. Seit Mai 2015 verkauft Air Moldova Tickets mit dem Zielort mit dem IATA-Code BZY und bietet einen Shuttle-Bus-Service von Bălți zum Flughafen Chișinău an. Anfangs gab es nur einen Bus pro Tag, heute verkehren drei Busse pro Tag zwischen Bălți und dem Flughafen Chișinău, und zwar nur für Flüge der Air Moldova. Die wirtschaftliche Entwicklung der ganzen nördlichen Region Moldaus, sowie für die Nachbarregionen in Ukraine und Rumänien, wie zum Beispiel die Eröffnung der deutschen Kette Metro (der Großhandelskonzern) in Bălți und Immobilienkapitalanlageprojekte westeuropäischer Unternehmer in Bălți generieren verstärkten Flugverkehr.
Auch im Frachtbereich bestehen für den internationalen Flughafen Bălți wichtige Entwicklungsperspektiven, die der gesamten nördlichen Region Moldaus wirtschaftliches Wachstum bringen werden. Das jährliche BIP-Wachstum in der Region beträgt 8 %, und Immobilieninvestitionsprojekte westeuropäischer Unternehmen in Bălți gehören zu den Wachstumsmotoren. Der Flughafen liegt direkt an der Europastraße 583 und 6 km (in gerader Linie) vom Bahnhof Pelinia entfernt, der an der nördlichen Strecke von Bălți liegt, der einzigen Stadt in Moldau, die von drei Eisenbahnlinien bedient wird. Der internationale Flughafen Bălți befindet sich in der Nähe von drei Bahnhöfen.
Damit einher geht ein Bedarf an Cargo-Verbindungen. Die geografisch nächsten Flughäfen in Rumänien (Flughafen Iași) und Ukraine (Flughafen Czernowitz) und besonders der Flughafen in der moldauischen Hauptstadt Chișinău genießen staatliche Unterstützung und sind nur dank europäischer Kredite konkurrenzfähig.

### Projekte zur Modernisierung
Am 30. August 2007 beschloss die Regierung der Republik Moldau mit dem Beschluss Nr. 987, Maßnahmen zur Verbesserung der wirtschaftlichen Effizienz des Flughafens (und des Flughafens Cahul) bis 2012 zu ermitteln und umzusetzen, um private Investitionen in diese Flughäfen zu fördern und anzuregen.
Obwohl die moldauische Zivilluftfahrtbehörde im September 2015 auf Antrag ihres Direktors das Betriebszertifikat für den Flughafen ausgesetzt hatte, kündigte das deutsch-schweizerische Unternehmen Militzer & Münch Ende 2016 an, rund 50 Mio. EUR in die Modernisierung des Flughafens investieren zu wollen.
Im Dezember 2015 erschien eine Online-Petition für die Wiederaufnahme regelmäßiger Passagierflüge.

#### Projekt Polo Invest (2016)
Im Jahr 2016 gab Polo Invest seine Absicht bekannt, rund 40 Millionen Euro in die Modernisierung und Verlängerung der Start- und Landebahn zu investieren.
Der Modernisierungsplan sollte in zwei Phasen durchgeführt werden. Die erste war der Bau eines neuen Terminals mit einer Fläche von 2.500 m² und einer Kapazität von 500.000 Passagieren pro Jahr. Die Kosten für die Arbeiten wurden auf 4,5 Millionen Euro geschätzt.
In der zweiten Phase sollte ein großes Passagierterminal gebaut werden – mit einer Fläche von 25.000 m² und einer Kapazität von 1,5 Millionen Passagieren pro Jahr. Eine neue Start- und Landebahn mit einer Länge von 2.800 Metern (die derzeitige Start- und Landebahn hat eine Länge von 2.240 Metern) und ein Vier-Sterne-Hotel waren ebenfalls geplant. Die Gesamtkosten für die zweite Phase wurden auf 35 Millionen Euro geschätzt.

#### Projekt Militzer & Münch (2015)
Das Projekt von Militzer & Münch umfasste eine Investition von rund 50 Millionen Euro, einschließlich der Modernisierung der Kapitalstruktur des Flughafens und der Verlängerung der Start- und Landebahn.
Der Plan sah eine 49-jährige Konzession für den Flughafen Bălți-Leadoveni und eine Investition von 30 Millionen Euro in seine Modernisierung in der ersten Phase vor. Es sollten ein neues Passagierterminal, Lagerhallen für Transportgüter sowie eine Modernisierung und Verlängerung der Start- und Landebahn des Flughafens Bălți-Leadoveni gebaut werden, die es ihm ermöglichen würde, Flugzeuge der Marken Embraer, Airbus und Boeing aufzunehmen. Die Investitionen für die zweite Phase des Modernisierungsprojekts des Flughafens Balti könnten sich auf 10-15 Millionen Euro belaufen. Nach der Modernisierung sollte der Flughafen Bălți ein weiterer wichtiger Transitpunkt für den Frachtverkehr zwischen Ost- und Westländern sowie ein regionaler Transitpunkt für den Passagier- und Frachtverkehr werden, wobei der Schwerpunkt genau auf dem Frachtverkehr liegen wird, da der Flughafen Balti eine günstige geographische Lage hat und ein großes Volumen an Frachtaufträgen der Holding vorhanden ist. Der Flughafen Bălți soll ein Reserveflughafen für den Flughafen Chișinău sowie für Flughäfen in der Ukraine und in Rumänien werden. Die Investitionen in den Bau und die Modernisierung des Flughafens Bălți-Leadoveni sollten sich frühestens in sieben Jahren amortisieren. Das Modernisierungsprojekt des Flughafens Bălţi wird 200 Arbeitsplätze schaffen, die Haushaltsmittel erhöhen und das Image der Republik Moldau verbessern, indem eine gut ausgebaute Infrastruktur und Logistik mit einer Flugzone geschaffen wird, die modernen Sicherheitsanforderungen entspricht. Die Fläche des Flughafens Bălți-Leadoveni beträgt 148 Hektar. Die Modernisierung könnte bereits Mitte 2016 beginnen und innerhalb von 2 bis 3 Jahren abgeschlossen sein.

#### Projekt Moldaeroservice (2000)
Nach Angaben von Vitaly Povonsky, dem ehemaligen Direktor des staatlichen Unternehmens Moldaeroservice, fand die Überholung im Jahr 2000 statt.

### Kreative Projekte

#### Projekt von Denis Caunov (2017)

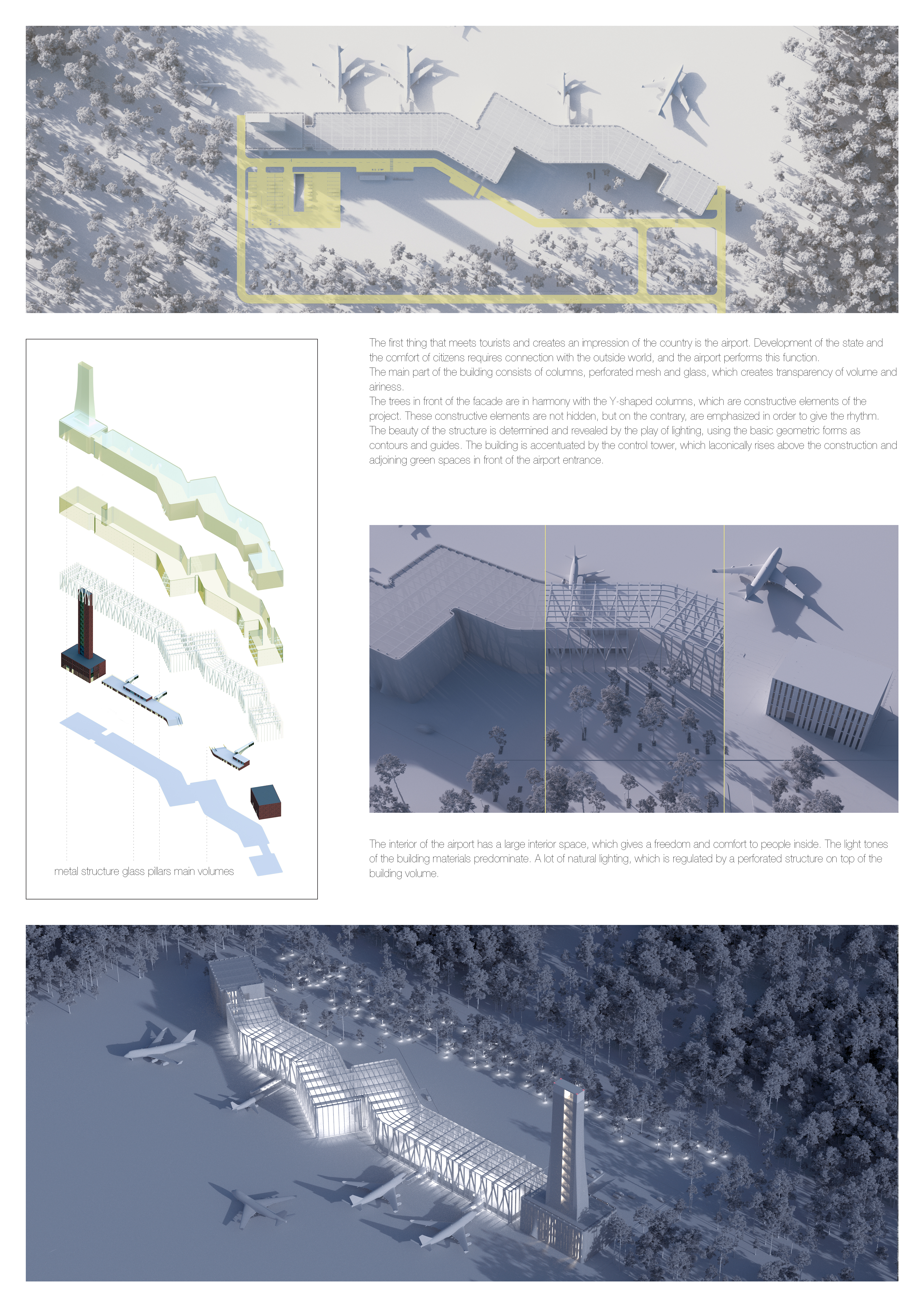
Das Projekt zur Renovierung und Modernisierung des internationalen Flughafens Bălți-Leadoveni von Denis Caunov, das die Goldmedaille des Europäischen Architekturwettbewerbs gewann.

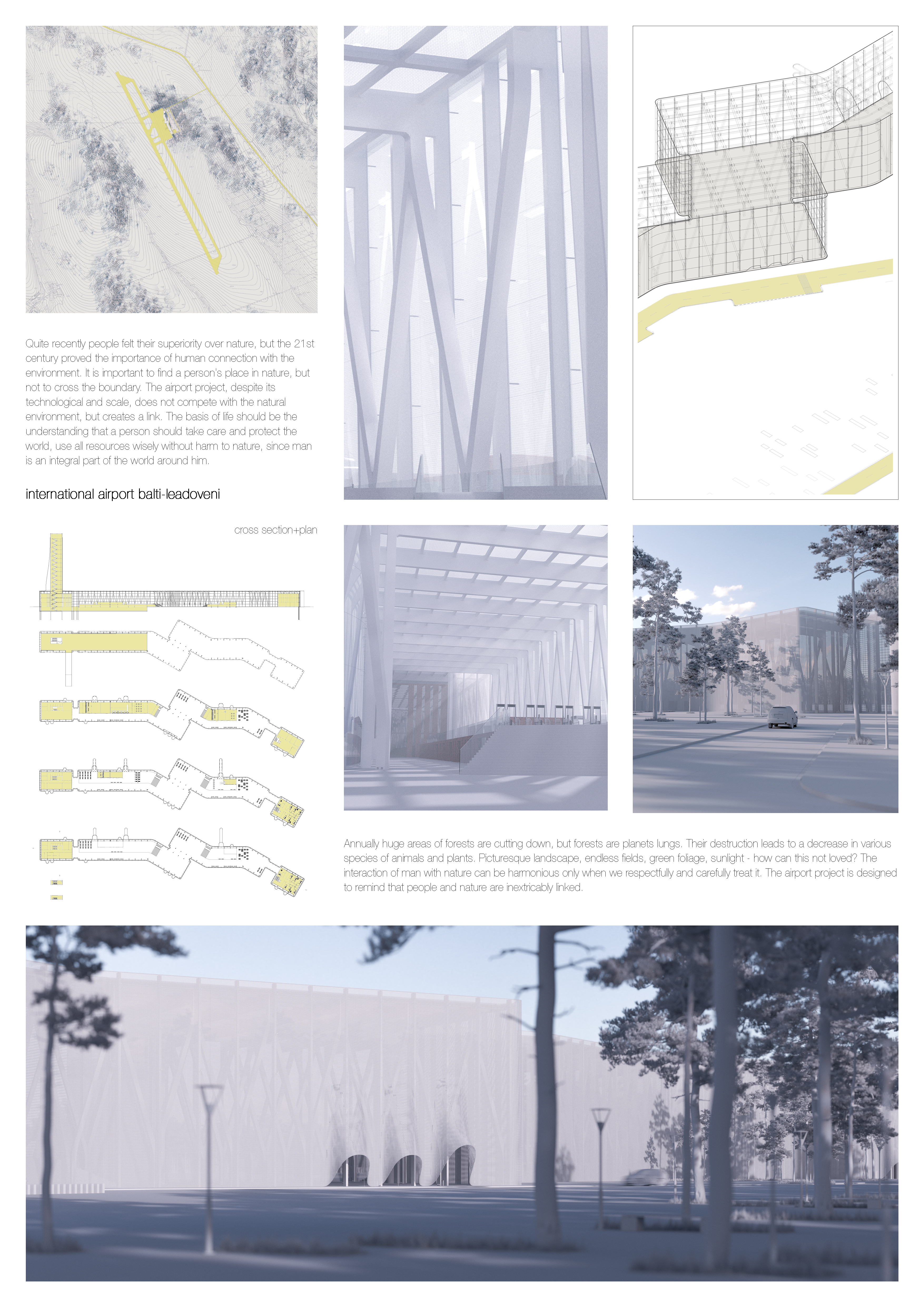
Das Projekt zur Renovierung und Modernisierung des internationalen Flughafens Bălți-Leadoveni von Denis Caunov, das die Goldmedaille des Europäischen Architekturwettbewerbs gewann.

Denis Caunov schuf das Architectural Engineering Concept für die Modernisierung und Umstrukturierung des internationalen Flughafens Bălți-Leadoveni im Jahr 2017 im Rahmen seiner Doktorarbeit und wurde damit zu einem Kandidaten für die Medaillen für das beste europäische Architekturprojekt.
„Der Hauptteil des Terminals besteht aus Säulen, perforiertem Drahtgeflecht und Glas, wodurch ein transparentes und luftiges Volumen entsteht. Die Bäume vor der Fassade harmonieren mit den Y-förmigen Säulen, die die tragenden Strukturelemente des Projekts sind. Diese Strukturelemente werden nicht versteckt, sondern eher akzentuiert, um Rhythmus zu erzeugen. Die Schönheit der Struktur wird durch das Spiel des Lichts definiert und enthüllt, indem geometrische Grundformen als Konturen und Führungen verwendet werden. Das Gebäude wird durch den Luftfahrt-Kontrollturm akzentuiert, der sich lapidar über dem Terminal abhebt und an die Grünflächen vor dem Eingang des Flughafens anschließt. Im Inneren des Flughafens gibt es einen großen Innenraum, der den Komfort und die Freiheit der Menschen, die sich dort aufhalten, symbolisiert. Die hellen Farbtöne der Baumaterialien des Terminals sind vorherrschend. Eine große Menge an Licht wird durch die perforierte Struktur des Gebäudedachs reguliert.“

#### Entwurf von Dumitru Negrei (2012)
Dies ist eine Master-Abschlussarbeit von Dumitru Negrei, der das neue Passagierterminal in Form von Flügeln entworfen hatte, die den Flug symbolisieren.

### Regierungsbeschluss 2010
Die Regierung der Republik Moldau erließ am 29. Oktober 2010 den Beschluss Nr. 983, der die freie Wirtschaftszone in Bălți dazu verpflichtete, Immobilien auf dem Gelände des Flughafens zu errichten, im Austausch für Immobilien, die vom ehemaligen Flughafen Bălți-Stadt auf die freie Wirtschaftszone Bălți übertragen wurden. Bislang hat die Freie Wirtschaftszone Bălți noch nicht mit den Bauarbeiten begonnen, obwohl sie bereits Immobilien für Geschäftszwecke auf den vom Flughafen Bălți-Stadt, erhaltenen Grundstücken errichtet hat.
Der historische Flughafen Bălți-Stadt existierte von 1947 bis 2010, als die moldauische Regierung beschloss, das Gelände des Flughafens Bălți-Stadt an die Freie Wirtschaftszone Bălți zu übertragen.
Der Regierungsbeschluss Nr. 983 vom 19. Oktober 2010 über die Übertragung von Immobilien (ergänzt durch den Beschluss Nr. 1199 vom 31. Oktober 2016) übertrug alle Immobilien des Flughafens Bălți-Stadt an das Wirtschaftsministerium zur Nutzung für den Ausbau der Freien Wirtschaftszone Balti (FEZ Balti). Laut der Machbarkeitsstudie des Wirtschaftsministeriums aus dem Jahr 2011 sind die von der freien Wirtschaftszone „Balti“ erworbenen Immobilien für die Schaffung eines Industrieparks und eines Gründerzentrums vorgesehen. Die strategischen Ziele der Schaffung eines Industrieparks in der Unterzone 3 der freien Wirtschaftszone „Balti“ sind: die Anziehung in- und ausländischer Investitionen in Bălți, die Erhöhung des Anteils der Bălți Metropolregion und der nördlichen Entwicklungsregion am Gesamtvolumen der Industrie durch die Erneuerung wettbewerbsfähiger Industriesektoren auf der Grundlage moderner, innovativer Technologien, die Durchführung von Wirtschaftstätigkeiten im Einklang mit den spezifischen Entwicklungsmöglichkeiten der nördlichen Entwicklungsregion, Schaffung von Arbeitsplätzen im Industriepark und Entwicklung der Humanressourcen durch Verbesserung der Qualität der Berufsausbildung im Industriepark.
Trotz der Bestimmungen der Machbarkeitsstudie wurden auf dem Gelände des Flughafens Bălți-Stadt, das zur Erweiterung an die Freie Wirtschaftszone Balti übertragen wurde, mehrere Gebäude und Erholungskomplexe errichtet: Goldhaus Bier & Steakhaus (Restaurant und Empfangssaal) in der Straße Aerodromnaja 1 und Aqua Fantastic Wasserpark und Spa in der Straße Aerodromnaja 1.
Das Gebäude des ehemaligen Pilotenwohnheims (Straße Aerodromnaja 1a) wird heute als Reit- und Pferdesportverein Balti genutzt und nimmt einen Teil des Geländes des Flughafens Bălți-Stadt ein.
Der Hauptsitz von Moldaeroservice befindet sich nach wie vor in dem 1954 errichteten Abfertigungsgebäude in der Straße Aerodromnaja 12, direkt gegenüber der Oberleitungsbushaltestelle „Aeroport“.

### Öffentliche Behörden
Seit 2015 wurden zahlreiche Initiativen ergriffen, um den Betrieb des internationalen Flughafens Balti wieder aufzunehmen.
- Im August 2016 erklärte der ehemalige Verkehrsminister Iurie Chirinciuc[73], dass der internationale Flughafen Balti bis Ende 2016 modernisiert werden soll.
- Im November 2019 erwähnte die ehemalige Premierministerin Maia Sandu in ihrer Rede anlässlich des Misstrauensvotums gegen die Regierung der Republik Moldau,[82] dass die Regierung Pläne zur Eröffnung eines Flughafens im Norden Moldaus habe.
- Im Dezember 2019 bekräftigte der Berater des ehemaligen Premierministers Ion Chicu die Wiedereröffnung des internationalen Flughafens Balti-Leadoveni, der den multimodalen Transportmöglichkeiten von Bălți am nächsten kommt.[83]
- Im Januar 2020 kündigte Ion Chicu außerdem die Fortsetzung der Verfahren für die Machbarkeitsstudie an, die es Moldau ermöglichen soll, den genauen Wert des internationalen Flughafens Balti zu ermitteln und die beste Form der öffentlich-privaten Partnerschaft oder Konzession für seinen Betrieb zu wählen.[84]
- Im Februar 2020 kündigte der ehemalige moldauische Präsident Igor Dodon die Wiedereröffnung des internationalen Flughafens Balti-Leadoveni als Alternative zum zweiten internationalen Flughafen Moldaus an.[85]
- Im Juli 2020 vertrat Renato Usatîi, der ehemalige Bürgermeister der Gemeinde Balti, die Auffassung, dass die Modernisierung oder der Wiederaufbau des Flughafens Balti-Leadoveni auf dem Gebiet von Corlăteni mit seiner Eingliederung in die Gemeinde Balti eine Lösung für zwei Probleme darstellen würde. Der Bürgermeister unterbreitete seinen Vorschlag auf dem Treffen der Kabinettsmitglieder der Regierung von Chicu mit den Bürgermeistern und Bezirksvorsitzenden des Landes. Als Argument führte Usatii an, dass die Einwohner von Corlateni, von denen 80 % in Balti arbeiten, „schon seit vielen Jahren fordern, dass ihr Ort Teil der Gemeinde wird. Und die Sanierung des bestehenden Flughafens oder der Bau eines neuen Flughafens würde ihnen viele Vorteile bringen. Da Corlăteni an der Küste von Balti liegt, könnten die Einwohner vom städtischen Nahverkehr profitieren und Investoren in das Gebiet gelockt werden“.[86]
- Im November 2021 kündigte Marina Tauber, ehemalige Bürgermeisterkandidatin von Balti, an, dass sie „den Flughafen in Balti wieder aufbauen und zu einem nationalen strategischen Ziel machen“ wolle, und erklärte, dass der Wiederaufbau und die Inbetriebnahme des Flughafens in Balti zu den zentralen Zielen ihres Wirtschaftsprogramms gehöre. „Die Eröffnung eines neuen internationalen Flughafens in dieser Region ist nicht nur für Balti, sondern für das ganze Land wichtig und würde das wirtschaftliche und soziale Leben dieser Stadt, einschließlich der Entwicklung des Tourismus, erheblich fördern“, sagte Tauber. Seiner Meinung nach geht es sowohl um den Passagierverkehr, der den Flughafen Balti zu einem wichtigen Drehkreuz auch für die Bürger der Nachbarstaaten machen wird, als auch um den Frachtverkehr, der die Region für Investoren attraktiv machen wird".[87]

## Persönlichkeiten, die mit der Geschichte der Luftfahrt in Bălți verbunden sind
- Aleksandr Pokrishkin[88]
- Rudolf Schmidt[89]
- Grigorij Ljadow[34]
- Reinhard Heydrich[90]
- Grigore Baștan[91]
- Nadia Russo[92]
- Robert Frimtzis[93]